# Crise sísmica dos Rosais
Crise sísmica dos Rosais é designação dada à crise sísmica que culminou nos terramotos dos dias 15 e 21 de Fevereiro de 1964, os quais causaram a destruição da maioria do parque habitacional da parte oeste da ilha de São Jorge, Açores, e levaram à evacuação de cerca de 5000 pessoas daquela ilha para a Terceira, Pico e Faial.

## A crise sísmica
A crise sísmica dos Rosais iniciou-se em Agosto de 1962 com um conjunto de pequenos sismos, a maioria dos quais não sentidos, mas com alguns a atingirem o grau IV/V da escala de Mercalli nas freguesias de Rosais e Santo Amaro e na vila das Velas.
A crise pareceu desaparecer a partir de Dezembro daquele ano, ocorrendo apenas alguns sismos sentidos, sempre de grau III/IV ou inferior, ao longo do ano de 1963.
Quando já a população julgava a crise terminada, no dia 15 de Fevereiro de 1964, pelas sete horas da manhã, recomeçou a crise com um violento sismo (grau VII/VIII da escala de Mercalli nos Terreiros), que provocou grave destruição no parque habitacional. A esse sismo seguiram-se, nas 24 horas imediatas, mais 179 abalos sentidos, alguns deles macrossismos de grau VI/VII da escala de Mercalli).
No dia 20 de Fevereiro, entre as 16:14 e as 16:25 (tempo local - 17:14 a 17:25 TMG) três sismos fortes destroem quase todas as habitações dos Rosais e causam graves danos nos lugares de Toledo, Serroa, Beira e vila das Velas. O sismo das 16:14 foi o maior de toda a crise sísmica, tendo epicentro na posição 38,7º N/28,2º W e hipocentro a 9 km de profundidade, tendo atingido nos Rosais e Beira grau VIII na escala de Mercalli (com Mb=5,5 e I0=VIII/IX).
Os epicentros dos sismos estenderam-se ao longo do eixo da ilha, desde a Urzelina, Manadas e Pico da Esperança, até à Ponta dos Rosais, tendo depois migrado para o mar, centrando-se numa zona a sudoeste da Vila das Velas, frente à Ponta dos Rosais.
Por infeliz coincidência, o dia 15 de Fevereiro de 1964 amanheceu tempestuoso, tendo-se desencadeado ao longo do dia e noite seguinte de uma violente tempestade com chuva e vento, que em muito agravou as operações de salvamento das pessoas e contribuiu para gerar o pânico entre a população, desprovida de qualquer informação sobre os acontecimentos, que julgava ver no efeito conjugado dos sismos constantes e do temporal o prenúncio de um ainda pior desastre. O tempo manteve-se tempestuoso ao longo de toda a semana imediata.
Dos sismos dos primeiros dias resultaram danos em cerca de 900 habitações, das quais cerca de 400 ficaram totalmente destruídas.
Nas duas semanas seguintes foram sentidos na ilha de São Jorge cerca de 500 sismos, muitos dos quais a ultrapassarem o grau IV/VI da escala de Mercalli.

## A erupção
A partir do dia 18 de Fevereiro de 1964 começou a notar-se turvação no mar, para sudoeste da Ponta dos Rosais. Nos dias seguintes surgiram milhares de peixes mortos na costa da ilha e era sentido um forte odor a enxofre no vento, que soprava de sudoeste.
O centro eruptivo localizava-se a cerca de 1,5 milhas a sudoeste da Ponta dos Rosais, aproximadamente sob a linha que une aquela ponta à cidade da Horta, na ilha do Faial.

## A evacuação e os socorros
Face à onda de pânico e à falta de adequados socorros, foram evacuadas para as ilhas Terceira, Pico e Faial cerca de 5 000 pessoas, que se foram alojar em casas particulares disponibilizadas pela população, num enorme movimento de solidariedade.
A evacuação foi em extremo atribulada, dado o temporal persistente que mantinha a ondulação no canal acima dos 5 m de altura e a falta de um porto adequado e de navios com a necessária capacidade.
A maioria dos evacuados foi transportada em cargueiros internacionais, com destaque para o navio de bandeira inglesa Remuera, que navegavam nas imediações dos Açores quando foi lançado o pedido de socorro.
Face à falta de planeamento e de equipamentos de remoção de destroços, as pessoas abandonaram as suas habitações precipitadamente, deixando atrás de si os haveres dispersos e os animais domésticos ao abandono.
Se a maioria regressou nos dias imediatos, cerca de um milhar permaneceu na Terceira durante cerca de um mês, causando grande perturbação social e preocupação entre a população.
Os socorros foram transportados para a ilha recorrendo aos pequenos iates cargueiros do Pico (os históricos Santo Amaro, Espírito Santo e Terra Alta) e ao navio cargueiro Girão, que transportou alimentos e tendas para a ilha.
O Governador Civil da altura, Teotónio Machado Pires, hoje lembrado numa das ruas centrais das Velas,  deslocou-se para a ilha, tendo tido papel de relevo na condução das operações de socorro.
Foi também relevante o papel das forças dos Estados Unidos da América estacionadas na Base Aérea das Lajes, as quais forneceram grande parte das tendas e demais equipamento de socorro, bem como o apoio em termos de comunicações e reconhecimento aéreo. Ainda hoje, decorridos mais de 40 anos após os sismos, permanecem em uso algumas Quonset huts, os típicos abrigos metálicos semi-cilíndricos inventados durante a II Guerra Mundial, que na altura foram doados pelos americanos.
O Governo da República adoptou medidas de apoio à reconstrução que culminaram na aprovação do Decreto-Lei n.º 45 685, de 27 de Abril de 1964, que autoriza um conjunto de despesas no apoio aos sinistrados.

### A organização dos socorros
Logo a 17 de Fevereiro reuniu a Câmara Municipal de Velas, sob a presidência de Duarte Sá, o presidente da Câmara ao tempo, para estudar as operações de socorro, tendo deliberado criar uma ‘’Comissão Central’’, constituída pelos presidente e vice-presidente da edilidade e pelos vereadores António Cristiano da Silveira e Manuel da Silva Bettencourt.
Sob a coordenação geral da Comissão Central, e depois passou para a dependência do Governador Civil, foram constituídas as seguintes comissões:
- Comissão de Transportes, constituída pelos comandantes da Polícia e da Guarda Fiscal, e que tinha como função obter e colocar em funcionamento todos os meios de transporte necessários para organizar as mais diversas tarefas;
- Comissão de Instalação, constituída pelo chefe de equipa da Junta Autónoma dos Portos e presidente da Junta de Freguesia das Velas, com o objectivo de preparar a abrigos para as populações;
- Comissão de Assistência Médico-Social, de que faziam parte o Delegado de Saúde e o Provedor da Santa Casa da Misericórdia, que ficou responsável pela assistência às pessoas que necessitassem de apoio médico;
- Comissão de Assistência, dirigida pelo presidente da Comissão Concelhia da União Nacional, com o fim de recolher, preparar e distribuir géneros alimentícios às populações;
- Comissão de Comunicações, formada pelo Delegado Marítimo e chefe da Estação Telégrafo-Postal, que deveria manter o serviço de comunicações e de escuta permanente;
- Comissões de Freguesia, a funcionar em cada freguesia, chefiadas pelos párocos, com o objectivo de apoiarem directamente as pessoas em cada freguesia e de estabelecerem contacto com a Comissão Central para o envio, se necessário, de assistência.

## A emigração
A falta de recursos para proceder à reconstrução deixou a emigração como única saída a muitos jorgenses. Naqueles anos, face à profunda crise social que se vivia nos Açores, a emigração era em extremo apetecida, até porque poucos anos antes, aquando da erupção do vulcão dos Capelinhos tinha sido essa também a solução. Daí que de imediato se tenha gerado uma forte corrente migratória para os Estados Unidos da América, apesar dos esforços das autoridades do Estado Novo no sentido de dirigir aquela corrente para as então colónias africanas de Portugal.
Foi nesse contexto, e com o suporte activo do Estado, que se formou em Angola o colonato da Cela, essencialmente constituído por jorgenses desalojados pela crise sísmica, que viria a ter trágico desfecho uma dúzia de anos depois, quando, face à independência de Angola e à guerra civil que a rodeou, os colonos voltaram a ser desalojados, regressando como retornados, para, na sua maioria, novamente partirem em direcção aos Estados Unidos.